# 月刊ラジオ わくわくサンデー
『月刊ラジオ わくわくサンデー』（げっかんラジオ わくわくサンデー）は、青森放送ラジオが月に1回のペースで放送していたバラエティ番組である。放送時間は毎月最終日曜 16:00 - 17:00 （日本標準時）。

## 概要
青森県十和田市のダイエーとうてつ駅ビル店（十和田観光電鉄線 十和田市駅内。2007年に閉鎖、建物は取り壊され現在はユニバース十和田東ショッピングセンターの敷地の一部）の単独提供かつ同店からの公開生放送。司会は青森放送のアナウンサーたち（綱川和夫、辻拓哉など）が務めていた。
番組は同時期に同局で放送されていた『4時です 日曜の1』（毎月第1日曜に放送）と同様に、歌手をゲストに迎えての歌の披露やクイズ企画を行っていた。1990年代後半には『4時です 日曜の1』の姉妹番組『日曜の1 〜ジョイフル十和田からこんにちは〜』が同じ十和田市内のジョイフルシティ十和田亀屋（後に閉店）で行われていたこともある。
番組は次第に数か月に1回の放送へとペースダウンしていき、最終的には放送自体が無くなって事実上終了した。

## エピソード
山本リンダがゲストの回では飛行機の到着が生放送の時間に間に合わず、三沢空港からの電話出演をしたことがある。